# Tempelj Budhanilkantha
Tempelj Budhanilkantha (nepalsko लानिलकण्ठ मन्दिर) je tempeljski kompleks, posvečen Višnuju kot Jalašajana Narajan ob vznožju Shivapurija severno od Katmanduja v Nepalu.  Tempeljski glavni kip velja za največjo kamnito rezbarijo v Nepalu. 

## Poimenovanje
Tempelj Budhanilkantha je znan tudi kot tempelj Narajanthan. Ime Budhanilkantha je sestavljeno iz budhe ('skrito v blatu') in nilkanthe ('modri vrat'). Kip simbolizira boga Višnuja, ki ga skupaj z Brahmo in Šivo obravnavamo kot eno od Trimurti ('trojne podobe').
Dve legendi sta pripeljali do nenavadnega poimenovanja – pri oranju polja je kmet našel pogrešan kip, ki je po dotiku s plugom začel krvaveti. Legenda o »modrem vratu« je povezana z Višnujem in Šivo - bog se je žrtvoval in popil strup mlečnega oceana, ki je pobarval njegov vrat modro. Da bi zmanjšal požar, ki ga je povzročil, se je vrgel v jezero Gosainkund, ki naj bi napajal bazen v Budhanilkanthi.

## Zgodovina
Izjemno dobro ohranjena kultna podoba, ki se pripisuje času Licjavidov, je sestavljena iz bloka črnega bazalta, ki se v severni Katmandujski dolini ne pojavlja in so ga sem verjetno prinesli privrženci Višnuizma. Prvo omembo najdemo v letu 642, vendar je možno, da je nastal že v 5. stoletju. Šteje se za eno od glavnih svetišč Hadigaona, vladajočega imperija Licjavidov v Katmandujski dolini, več templjev tega obdobja je mogoče najti v Balaju in na vrtu stare kraljeve palače v Katmanduju.
S prihodom zgodnje rodbine Malla se je pomen prej prevladujočega Višnuizma nad šajivizmom začel zmanjševati - pomembnost templja je bledela, zlasti ker je bilo vladarjem prepovedano obiskati Budhanilkantha zaradi prerokbe o takojšnji smrti ob ogledu idola.
Zgradba templja Hare Krišna leta 1970 in šolski kompleks z internatom leta 1972 sta bistveno vplivala na okolje nekdaj zelo oddaljenega templja Budhanilkantha, v zadnjih desetletjih 20. stoletja so se pojavile številne nove stavbe, vključno z betonsko ograjo okoli bazena, zaradi česar je nekdanji prost pogled na to in kultno podobo otežen. Poleg tega so v templju in okrog templja posekali številna drevesa.

## Tempeljski kompleks
Središče je dolgo okoli 13 metrov, kar predstavlja rezervoar za vodo s kultno podobo, ki je od obnove obdana z manj primerno betonsko ograjo. V njenem okolju je nekaj manjših templjev in novejših svetišč, Šiva Lingam in nekaj klopi. Okrožje templja obdaja stena s štirimi vrati, prej bogato z drevesi Pipal (vrsta fikusa), ki velja v Indiji za sveto drevo zaradi njegove vsestranske uporabe in koristi. Sodi med najstarejša znana drevesa na svetu.

## Božanstvo
Glavni kip je črna kamnita struktura, izklesana iz enega bloka črnega bazalta. Kip je 5 metrov visok in je postavljen na sredini izdolbenega bazena, ki je dolg 13 metrov. Prikazuje božanstvo, ki leži na kolobarjih kozmične kače Ananta, ki s svojimi enajstimi glavami varuje spečega boga. Položaj kipa Višnuja z rahlo upognjenimi nogami in vedrim obrazom upravičuje edinstven sijaj kultne podobe. Štiri roke boga kažejo njegove atribute disk, lotus, školjko in klub (čakra, padma, shankha, gada). Iz njegovega popka izvira lotos, ki bo rodil Brahmo, ustvarjalca sveta. Dobro je okrašen s krono z vgraviranimi mnogimi slikami Kirtimukha, ki se pogosto vidijo kot prekrita s srebrno krono. 
Dostop do kipa je dovoljen le hindujcem ob vznožju, k samemu idolu pa lahko vstopijo samo brahmani. Najprej izperejo obraz in noge kipa z vodo in kasneje z mešanico gheeja, mleka, jogurta, meda in sladkorja, kot del dnevne puje, ki se začne ob 9:00. Nazadnje s cvetjem, ki so ga darovali romarji, obdajo glavo Višnuja.
Ta tempelj velja za sveto mesto hindujcev, vendar ga častijo tudi budisti, kar je odličen primer verske harmonije v Nepalu.
Kip plava v bazenu. Dejstvo je, da omejen dostop za znanstvene namene leta 1957 ni uspel potrditi ali ovreči trditve, vendar je majhen čip kipa potrdil, da je kamen na osnovi silicijevega dioksida, vendar z izredno nizko gostoto, podobno lavi.
Plavajoči kip še naprej očara in število naknadnih prošenj za dostop za študij o njegovi fizični naravi se je zmanjšalo.

## Festivali
Tempelj Budhanilkantha je postal mesto, kjer se Haribondhini Ekadaši Mela odvija na 11. dan hindujskega meseca Kartike (oktober – november). Za tisoče romarjev je glavni praznik templja ob praznovanju prebujenja Višnuja iz njegovega dolgega spanca. 

## Legenda nepalske monarhije
Legenda pravi, da je imel kralj Pratap Malla (1641–1674) preroško vizijo. Ta vizija je privedla do tega, da je verjel, da bodo kralji Nepala umrli, če bi obiskali tempelj Budhanilkantha. Nepalski monarhi po kralju Pratapu Malli niso nikoli obiskali templja v strahu pred prerokbo. 